# Joan Lloveras i Sorni
Joan Lloveras i Sorni (Vilanova i la Geltrú, Garraf, 1934 - Sant Pere de Ribes, Garraf, 15 de juliol de 1998) fou un tenor català.
Estudià música al Conservatori Superior de Música de Barcelona i cant al Conservatori del Liceu. Debutà el 1960 al Gran Teatre del Liceu, amb l'estrena de l'òpera La cabeza del dragón, amb música de Ricard Lamote de Grignon, i el 1966 a Tel-Aviv, amb La Bohème de Puccini. Passà després a la República Federal d'Alemanya, on fou primer tenor estable, durant diverses temporades, al teatre d'òpera d'Essen i a la Staatsoper Hamburg. El 1979 cantà per primera vegada a la Metropolitan Opera de Nova York (Cavalleria rusticana, de Mascagni), i posteriorment en diversos teatres europeus i americans.
El 1996 va rebre la medalla de la ciutat de Vilanova i la Geltrú.